# Jonas Thander
Carl Jonas Eric Thander, född 10 juni 1979 i Linköpings församling, Östergötlands län, är en svensk låtskrivare.

## Diskografi

### Medverkar på album
- 2014 – 1989 - Taylor Swift
- 2014 - Sweet Talker - Ariana Grande
- 2015 - Confident - Demi Lovato
- 2015 - Dangerous Woman - Ariana Grande
- 2015 - Unbreakable Smile - Tori Kelly
- 2016 - Body Moves - DNCE
- 2016 - That's My Girl - Fifth Harmony

## Låtar
Låtar skrivna av Thander.
- 2010 - Tv Or Radio - Sergey Lazarev
- 2011 -  Emergency - I.D.A
- 2011 - Give Me You - Cornelia Mooswalder
- 2012 - Innan Hjärtats Första Slag - Hedvig & Selma
- 2012 - Du är min vän - Hedvig & Selma
- 2012 - Bring The Fire - Shake it up
- 2012 - Just Wanna Dance - Shake It up
- 2013 - Run For Your Life - Edurne
- 2013 - Finish Line - Edurne
- 2013 - Killer - Sharon Doorson
- 2013 - Conóceme - Pastora Soler
- 2013 - Si Vuelvo A Empezar - Pastora Soler
- 2014 - Comprende (It's Over) - Sweet California
- 2014 - Cried For You - Sister Love
- 2015 - Feurewerk - Bella Vista
- 2015 - Panik - Hansam
- 2015 - Innan Allt Är Försent - Magnus Carlsson

- 2015 - Känner Liv Igen - Blender
- 2015 - Eto Vse Ona - Sergey Lazarev
- 2016 - Like I Love You - Greta Zazza
- 2016 - Kas Busim Rytoj - Donny Montell
- 2016 - Viskas Bus Gerai - Donny Montell
- 2016 - Fire - Diana Gloster
- 2016 - Fly - Donny Montell
- 2017 - Superlike - Kristian Täljeblad
- 2017 - Dynamite - Markus Riva
- 2017 - Alive - Linda Teodosiu
- 2017 - Crocodile Tears - Linda Teodosiu
- 2017 - Bad Idea - Linda Teodosiu
- 2017 - Lucky Stranger - Sergey Lazarev
- 2017 - Broken Shadows - Greta Zazza
- 2017 - Invencible - Pastora Soler
- 2017 - Move Your Body - Donny Montell
- 2018 - Want You Now - Mira Lux
- 2018 - Delirium - Isabell Otrebus
- 2019 - We Are More - Eliana Gomez Blanco
- 2019 - Oslagbara - Vätternrundan
- 2019 - Svärmorsdröm - Axel Schylström/Anis don Demina
- 2019 - Renegades - Linda Teodosiu
- 2020 - Just A Little - Hogland/Melanie Wehbe
- 2020 - Screens - Sandor Sanchez
- 2020 - You Got Me - The Mamas
- 2020 - Whitney in the 80's - The Mamas
- 2020 - Touch the Sky - The Mamas
- 2021 - That's Ok - The Mamas
- 2022 – Dream on – Maja Jakobsson (skriven tillsammans med Emil Vaker, Maja Jakobsson och Evelina Carlsson och Henric Pierroff).[3]
- 2022 - Miljonär - Loulou Lamotte
- 2023 - Går På Moln - Theoz

### Melodifestivalen
- 2018 – My Turn (skriven tillsammans med John Lundvik och Anna-Klara Folin).
- 2023 – Inga sorger (skriven tillsammans med Loulou LaMotte).
- 2023 – Gorgeous (skriven tillsammans med Axel Schylström, Herman Gardarfve och Malin Halvardsson).
- 2024 – The Silence After You (skriven tillsammans med Marcus Winther John och Benjamin Rosenbohm)

### Eurovision Song Contest
- 2016 – I've Been Waiting for This Night - Eurovision Song Contest 2016 (skriven tillsammans med Beatrice Robertsson).
- 2019 –Bigger than Us - Eurovision Song Contest 2019 (skriven tillsammans med John Lundvik, Laurell Barker och Anna-Klara Folin).
- 2021 – Amen - Vincent Bueno - Eurovision Song Contest 2021
- 2024 – Sand - Saba - Eurovision Song Contest 2024

## Roller
- 2014 – Kärlek deluxe

## TV
- Talang Sverige - Musikproducent
- Idol Sverige - Musikproducent
- Masked Singer - Musikproducent